# Acacia browniana
Acacia browniana é uma espécie de leguminosa do gênero Acacia, pertencente à família Fabaceae.